# Композитор (издательство)
«Компози́тор» — музыкальное издательство в Москве.

## История издательства
Преобразовано из издательства «Советский композитор», которое до 1992 года состояло из московского и ленинградского отделения. Современное название получило в 2008 году.

## Деятельность
В структуру издательства входят книжные и нотные редакции.
В издательстве выходят журналы «Музыкальная академия» (прежде — «Советская музыка») и «Музыкальная жизнь».
Издаёт сочинения современных российских композиторов, учебную и научную литературу по музыкальной эстетике, истории и теории музыки.